# Nototorchus montanus
Nototorchus montanus – rodzaj chrząszczy z rodziny kusakowatych i podrodziny Osoriinae.
Gatunek ten opisany został w 1910 roku przez Thomasa Brouna jako Holotrochus montanus. W 1982 roku przeniesiony został przez H. Pauline McColl do rodzaju Nototrochus, któremu w 1984 roku ta sama autorka zmieniła nazwę na Nototorchus, w związku z wcześniejszym użyciem poprzedniej nazwy dla rodzaju jamochłonów.
Chrząszcz o walcowatym ciele długości od 3,5 do 4,5 mm, z wierzchu głęboko punktowanym. Czułki i odnóża mają u niego barwę czarniawobrązową. Trzeci człon czułków jest krótszy od jedenastego. Lekko wypukłe oczy złożone buduje około 50 omatidiów. Wargę górną cechuje silne wcięcie pośrodku przedniego brzegu. Kąty przednie przedplecza są rozwarte, zaokrąglone. Na pokrywach rzędy przyszwowe są odgięte od szwu w połowie długości. Przednia para odnóży ma golenie z osadzonymi na guzkach tęgimi kolcami na górnej i  zewnętrznej powierzchni. Samiec ma pośrodkową listewkę siódmego sternitu odwłoka biorącą początek w ⅓ odległości od jego nasady oraz narząd kopulacyjny zakręcony w połowie długości. U samicy stylus ma wyłącznie krótkie szczecinki.
Owad endemiczny dla Nowej Zelandii, znany z Wyspy Południowej z wyjątkiem jej części północnej. Spotykany jest w ściółce, próchnicy i pod mchami, na wysokości od 60 do 762 m n.p.m.